# 畠山和真
畠山 和真（はたけやま かずま、1992年2月11日 - ）は、日本のラグビー選手。2016年現在駒沢大学高校ラグビー部のヘッドコーチ代行を務めている。

## プロフィール
- 東京都出身。
- ポジションはプロップ(PR)、フッカー(HO)。
- 身長 174cm.体重100kg

## 略歴
2010年、駒沢大学高校卒業後、日本体育大学に入学する。
2014年、日本体育大学卒業後、宗像サニックスブルースに加入。
2016年、宗像サニックスブルースを退団した。